# Gonioscelis feijeni
Gonioscelis feijeni är en tvåvingeart som beskrevs av Jason Gilbert Hayden Londt 2004. Gonioscelis feijeni ingår i släktet Gonioscelis och familjen rovflugor.
Artens utbredningsområde är Moçambique. Inga underarter finns listade i Catalogue of Life.